# Comuna Cerklje na Gorenjskem
Cerklje na Gorenjskem (Občina Cerklje na Gorenjskem) este o comună din Slovenia, cu o populație de 6.402 locuitori (2004).

## Localități
Adergas, Ambrož pod Krvavcem, Apno, Cerkljanska Dobrava, Cerklje na Gorenjskem, Dvorje, Češnjevek, Glinje, Grad, Lahovče, Poženik, Praprotna Polica, Pšata, Pšenična Polica, Ravne, Sidraž, Spodnji Brnik, Stiška vas, Sveti Lenart, Šenturška Gora, Šmartno, Štefanja Gora, Trata pri Velesovem, Vašca, Velesovo, Viševca, Vopovlje, Vrhovje, Zalog pri Cerkljah, Zgornji Brnik,